# Lincoln (Dakota del Nord)
Lincoln è un centro abitato (city) degli Stati Uniti d'America, situato nella Contea di Burleigh nello Stato del Dakota del Nord. Nel censimento del 2000 la popolazione era di 1.730 abitanti. La città è stata fondata nel 1977. Appartiene all'area metropolitana di Bismarck-Mandan.

## Geografia fisica
Secondo i rilevamenti dell'United States Census Bureau, la località di Lincoln si estende su una superficie di 2,60 km², tutti occupati da terre.

## Popolazione
Secondo il censimento del 2000, a Lincoln vivevano 1.730 persone, ed erano presenti 452 gruppi familiari. La densità di popolazione era di 655 ab./km². Nel territorio comunale si trovavano 541 unità edificate. Per quanto riguarda la composizione etnica degli abitanti, il 97,46% era bianco, lo 0,23% era afroamericano e l'1,50% era nativo. Lo 0,06% della popolazione apparteneva ad altre razze e lo 0,75% a più di una. La popolazione di ogni razza ispanica corrispondeva allo 0,23% degli abitanti.
Per quanto riguarda la suddivisione della popolazione in fasce d'età, il 40,2% era al di sotto dei 18, il 6,8% fra i 18 e i 24, il 37,2% fra i 25 e i 44, il 13,6% fra i 45 e i 64, mentre infine il 2,2% era al di sopra dei 65 anni di età. L'età media della popolazione era di 27 anni. Per ogni 100 donne residenti vivevano 100,2 maschi.